# Lexus CT
La Lexus CT est une automobile compacte du constructeur automobile japonais Lexus produite de 2010 à 2022. Elle est restylée en 2013 et en 2017.
Il s'agit du tout premier modèle compact de Lexus, ce véhicule est à vocation premium, concurrent des Audi A3, BMW Série 1, Mercedes Classe A ou encore Volvo V40.
La Lexus CT est le premier modèle Lexus à introduire la calandre Spindle Grill qui est maintenant présente sur l'ensemble de la gamme Lexus.

## Du concept au modèle de série
La demande en véhicule compacts a toujours été importante (surtout en Europe) car leur gabarit n'est pas trop imposant, leurs prix sont attractifs et enfin l'espace intérieur est suffisant.
Cette demande explose dans les années 1970 notamment avec la très célèbre Golf (produite à plus 30 millions d'exemplaires) ou encore la Renault 14 (produite à presque un million d'exemplaires).
Mais ce n'est qu'à la fin des années 1990 que les marques dites premium se lancent dans la production de compactes, le précurseur fut Audi avec l'A3 puis très rapidement rejoint par la classe A, puis quelques années plus tard par la série 1. Ces marques ont longtemps hésité à se lancer car elles craignaient qu'un modèle d'entrée de gamme telle qu'une compacte ne ternisse leur image.
Le concept du modèle compacte par Lexus a débuté en 2008 lorsqu'il fut validé par Takeshi Tanabe (responsable du design Lexus), ce véhicule fut d'abord destiné à être vendu uniquement en Europe mais sera finalement vendu dans le monde entier.
Il fut en premier lieu présenté sous forme de « concept car » lors du Salon de l'automobile de Francfort qui se déroulait en septembre 2009. Le concept car portait le nom « LF-Ch », le design était assez proche de la future compacte de Lexus et il était équipé d'un quatre cylindres hybride 2,4L essence avec un second moteur, mais celui-ci est électrique.  
Le véhicule de série fut présenté en mars 2010 lors du salon de l'automobile de Genève et en avril 2010 pour le marché américain (lors du salon de l'automobile de New York).
La production démarre en décembre 2010 et les ventes en Europe débutent peu après, c'est-à-dire en janvier 2011 (tout comme le Japon) puis en mars 2011 pour le marché américain.

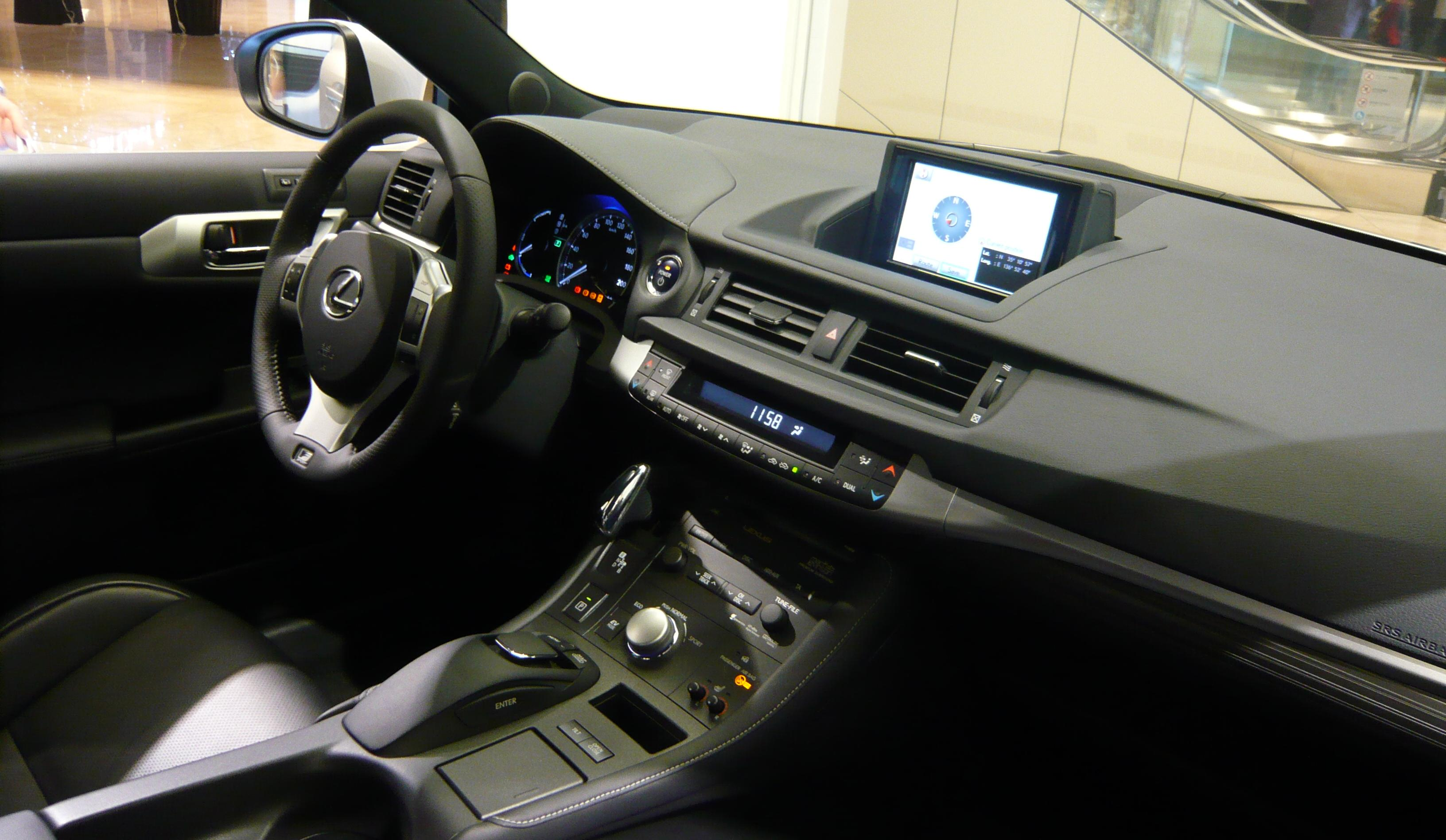
Lexus CT intérieur
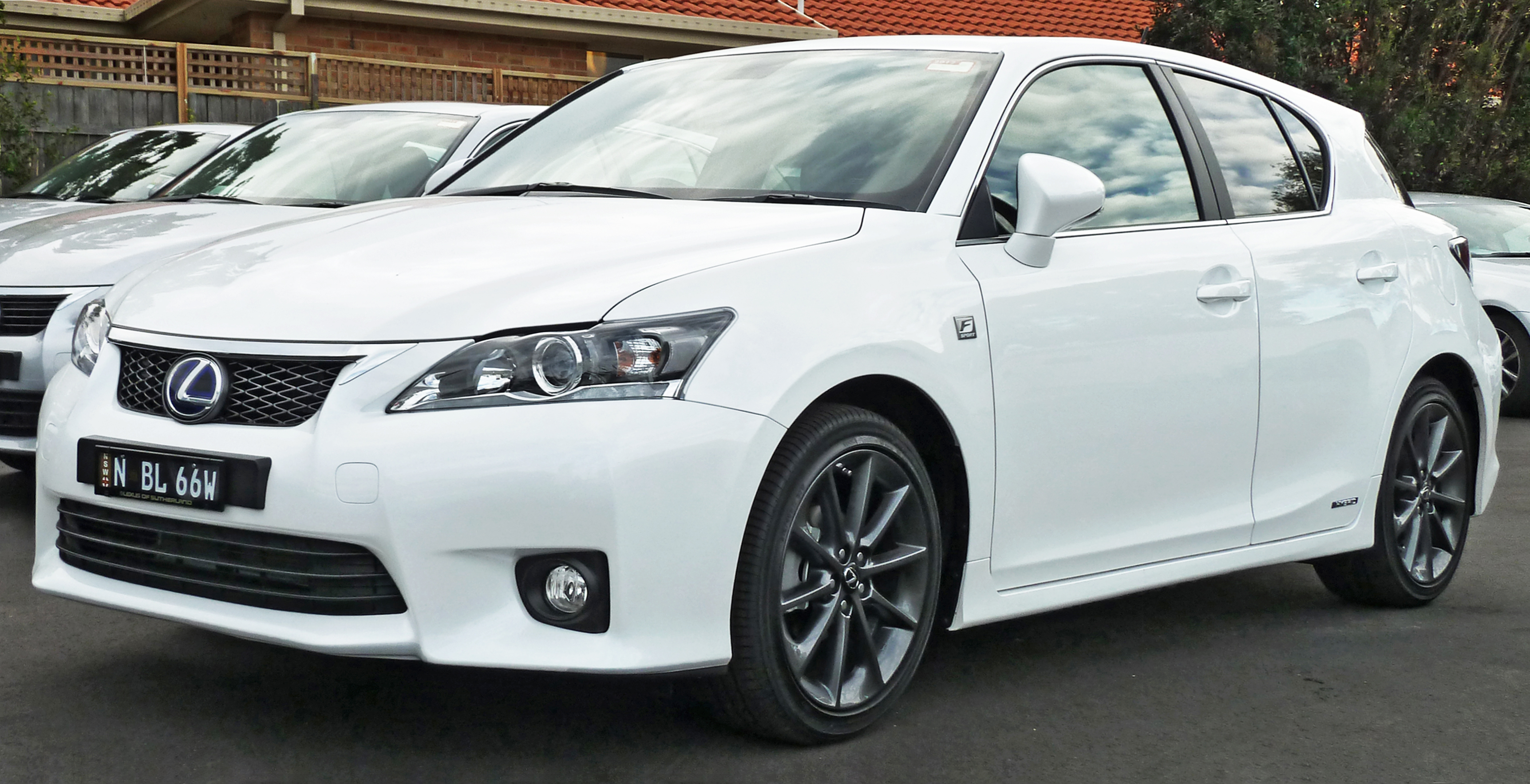
Lexus CT
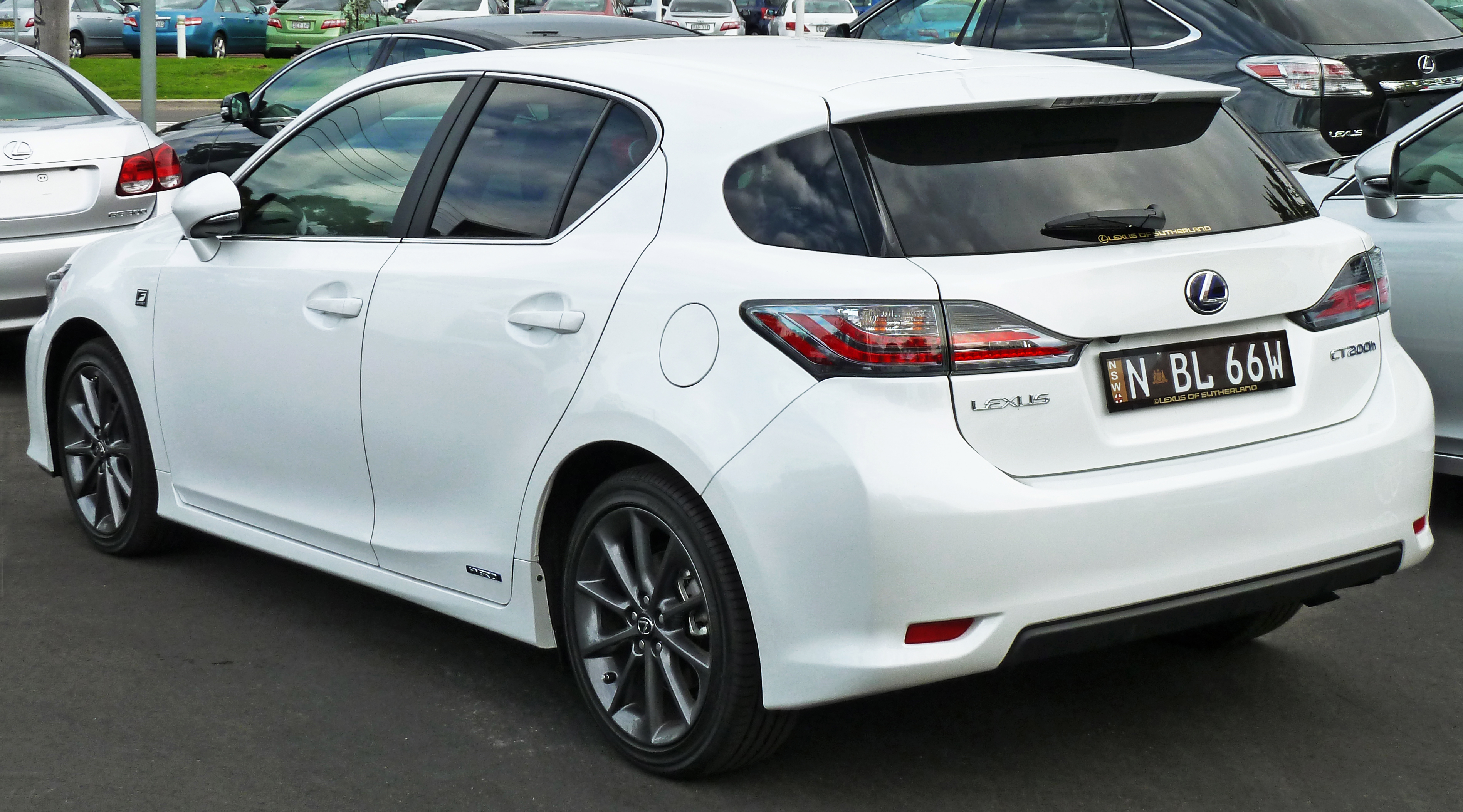
Lexus CT
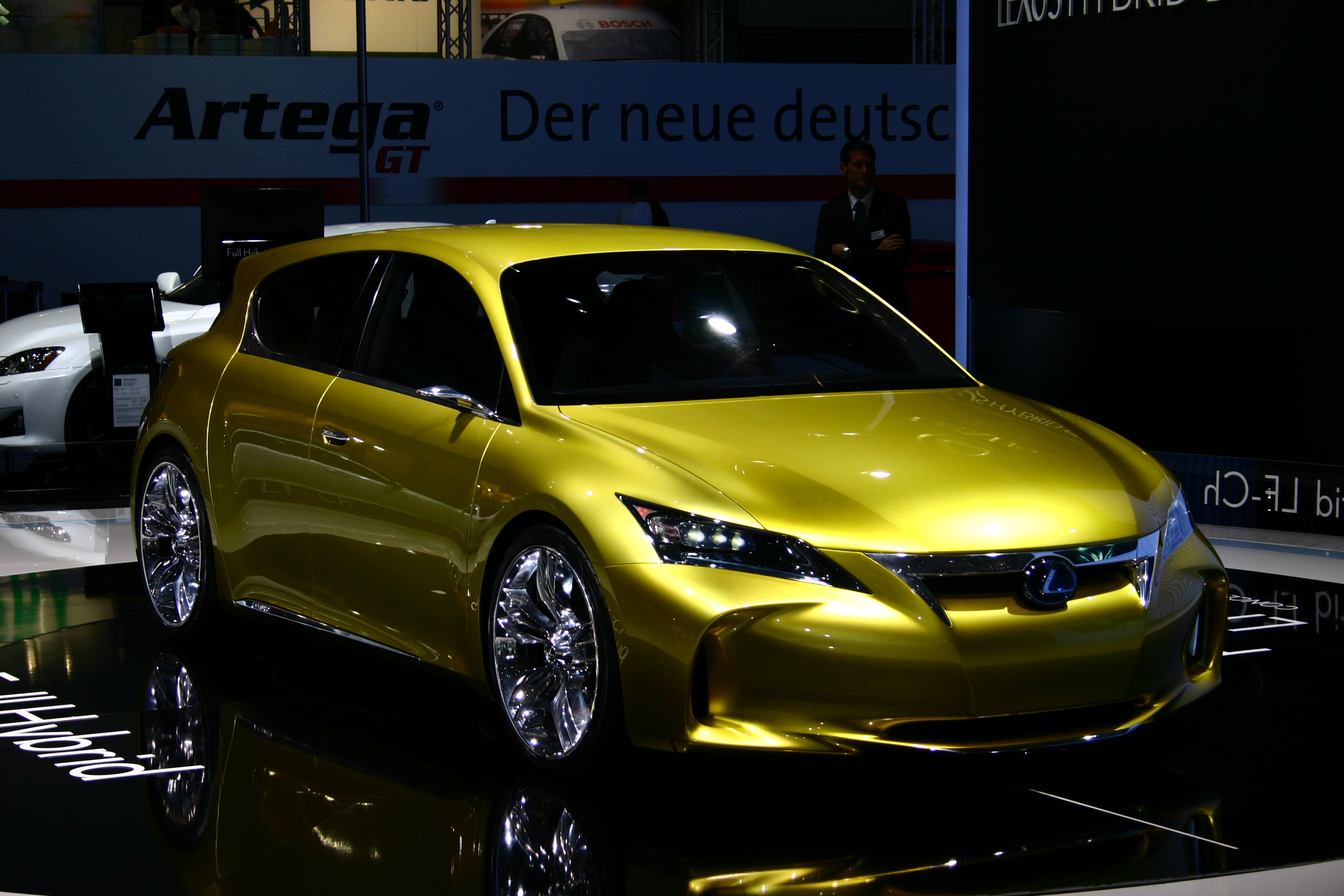
Le concept LF-Ch (septembre 2009)

## Restylage

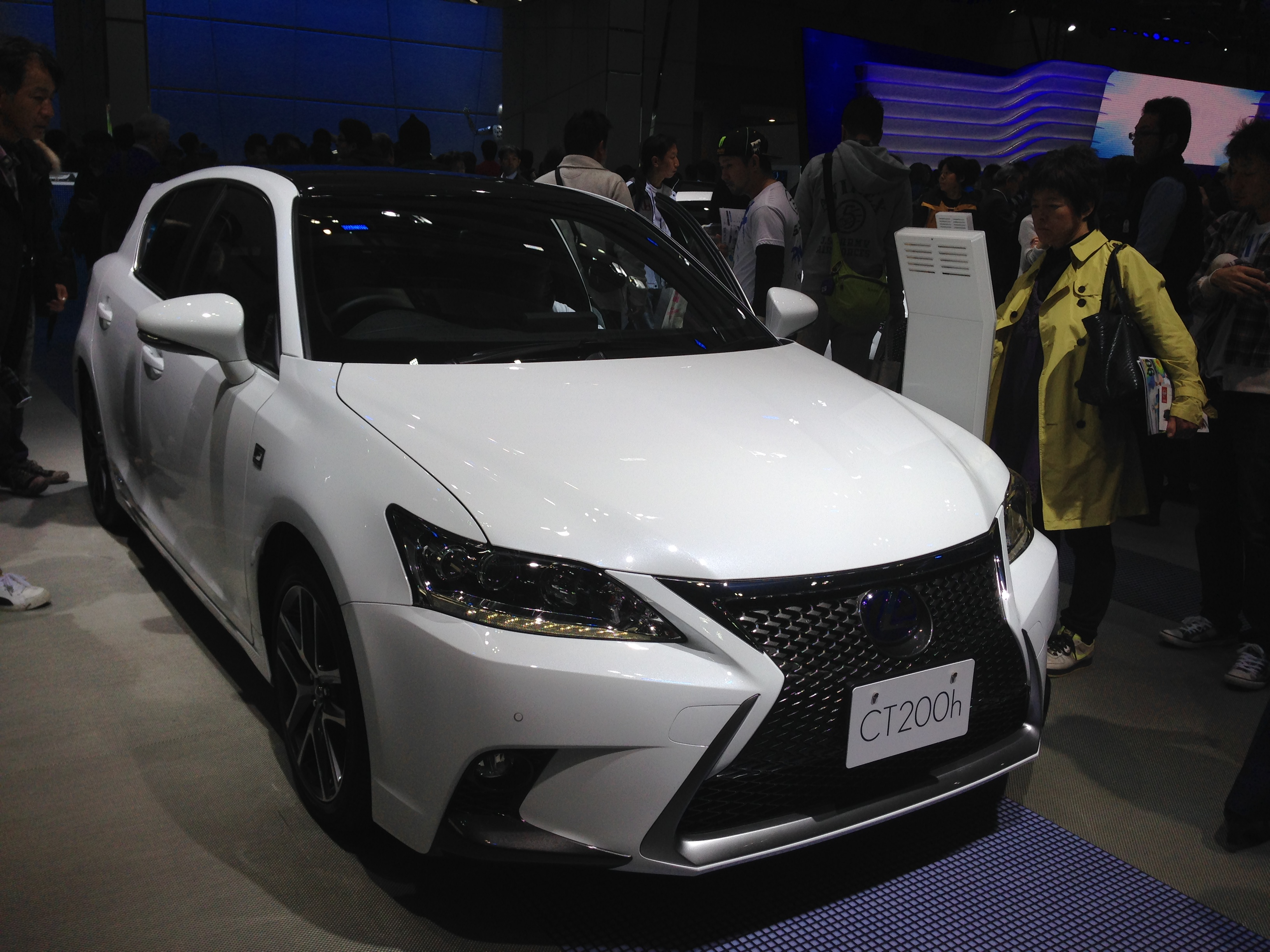
Lexus CT restylée

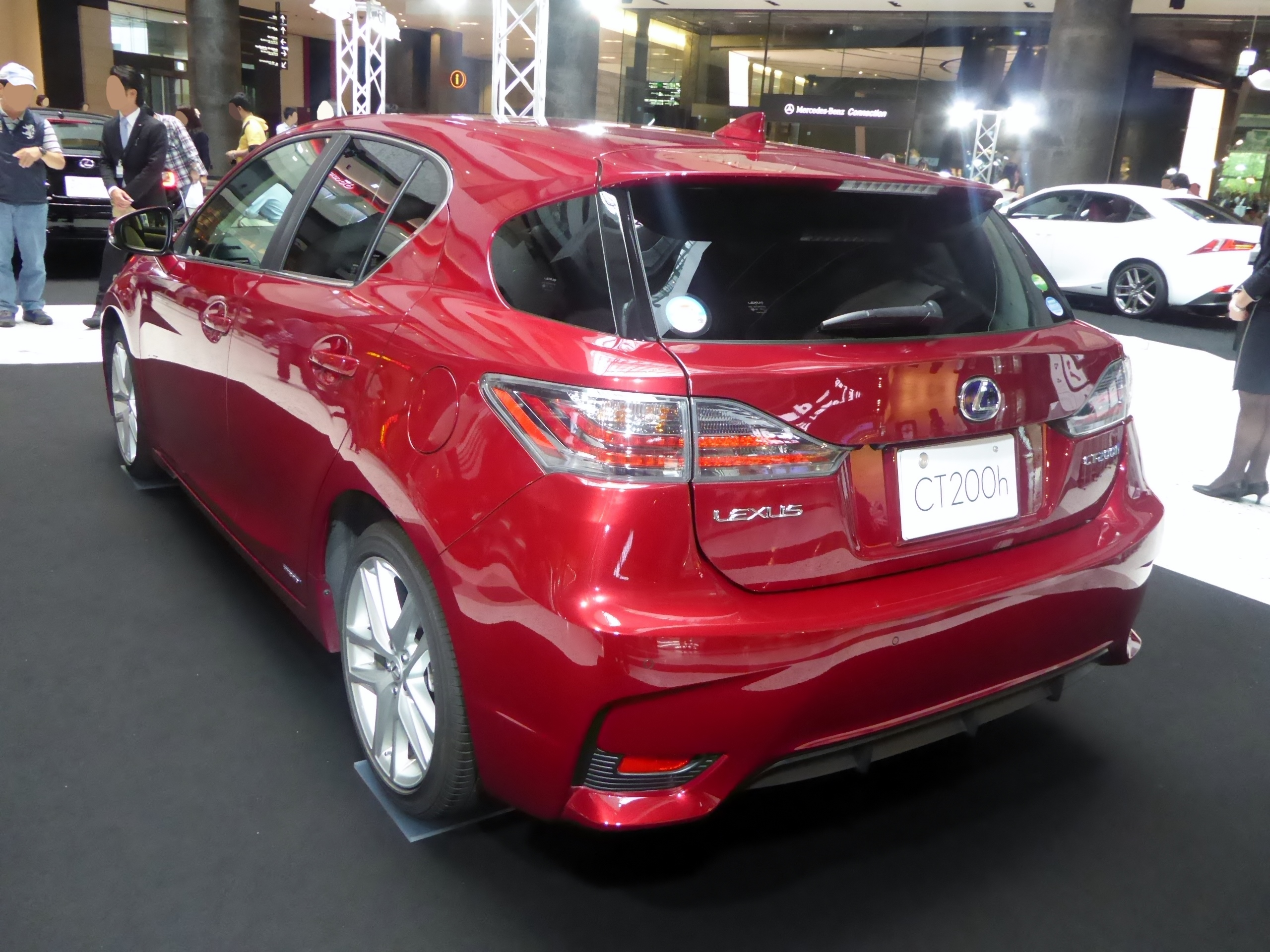
Lexus CT restylée

La Lexus CT a subi quelques modifications esthétiques fin 2013, ce restylage est surtout visible à l'avant, qui hérite ainsi d'une calandre trapézoïdale désormais emblématique de Lexus, avec la partie centrale noire et l'ouverture dans le bouclier inférieur élargie et soulignée d'un insert en gris satiné. À l'arrière, le bouclier est redessiné et devient plus imposant, descendant 20 mm plus bas. Les réflecteurs sont maintenant intégrés dans des logements en forme de L et la partie centrale noire évoque la forme d'un diffuseur. La CT200h cuvée 2014 se voit aussi offrir de nouvelles jantes en alliage 16 ou 17 pouces à cinq doubles branches et une antenne de toit en forme d'aileron de requin, tandis que le Rouge Magma vient rejoindre la palette des dix teintes extérieures déjà proposées. L'ensemble du véhicule se veut donc plus sportif qu'auparavant tout en apportant une certaine touche de modernité.
Afin de continuer à survivre en attendant sa fin de production en 2020 et son possible remplacement par un futur petit crossover positionné sous le Lexus UX, la CT reçoit un second restylage en 2017. Une nouvelle signature lumineuse à LED apparaît sur les phares, les antibrouillards et l'intérieur des feux arrière sont redessinés puis un écran de 25 cm avec un système multimédia remplace celui de 18 cm. Elle est présentée au Salon de Francfort 2017.
La CT est retirée de la gamme européenne de Lexus fin 2020.
La production de la CT 200h doit être arrêtée en octobre 2022, avec pour l'occasion une série limitée finale Cherished Touring Edition réservée au marché japonais,.

## Motorisations
La Lexus CT ne dispose que d'une motorisation (200h), il s'agit du même 1,8L VVT-i 4 cylindres essence que celui des Toyota Auris et Prius. 
Le moteur thermique développe 73 kW (99 ch) et 142 N m de couple mais la voiture hybride dispose bien évidemment d'un moteur électrique, ce qui fait que la puissance cumulée est de 100 kW (136 ch).
Le châssis CT 200h est fondé sur la plate-forme Toyota MC, qui est la même plate-forme utilisée par la Corolla et la Matrix. La Lexus CT 200h dispose d'un avant MacPherson strut suspension et un design arrière à double triangulation. Le CT 200h dispose de quatre modes de conduite normal, Sport, Eco et EV inclus sur d'autres véhicules d'entraînement hybrides. Le mode Sport modifie les paramètres de l'accélérateur et la servodirection électrique, tout en rendant le contrôle et la traction de stabilité moins intrusif, optimisant le rendement de la CT200h. Le mode EV génère zéro émission sur le véhicule en utilisant seulement le moteur électrique du véhicule.
|                                                  | ICT 200h                 |
| ------------------------------------------------ | ------------------------ |
| Moteur                                           | 4 cylindres + électrique |
| Cylindrée                                        | 1 798                    |
| Puissance moteur thermique                       | 73 kW (99 ch)            |
| Puissance moteur électrique                      | 60 kW (82 ch)            |
| Puissance combinée                               | 100 kW (136 ch)          |
| Couple maximal moteur thermique                  | 142 N m                  |
| Couple maximal moteur électrique                 | 207 N m                  |
| Boîte de vitesses                                | e-CVT                    |
| Vitesse maximale (en km/h)                       | 180                      |
| 0-100 km/h (en s)                                | 10,3                     |
| Consommation en cycle urbain (en L/100 km)       | 3,6                      |
| Consommation en cycle extra-urbain (en L/100 km) | 3,5                      |
| Consommation mixte (en L/100 km)                 | 3,6                      |
| Émissions de CO2 (en g/km)                       | 82                       |

## Finitions
À son lancement, la CT 200h est disponible en finitions Emotion, Sensation et Passion.
En 2014, les niveaux de finition vont de la version normale sans appellation à Business, Pack, Luxe, F Sport et Executive.
Au Salon de Francfort 2015, la CT et l'IS s'enrichissent d'une finition Sport pour 2016.
En 2017, les finitions présentées sur le site web de Lexus sont "normale", Business, Pack, Pack Business, Séduction, Luxe, F SPORT, F SPORT Executive et Executive.

## Ventes
Ce véhicule est extrêmement important pour Lexus (surtout en Europe) puisqu'elle représente une porte d'entrée de la division premium de Toyota, 85 % de ses acheteurs venant d'autres marques, et qu'elle est en tête des ventes du constructeur dans de nombreux pays dont la France, le Royaume-Uni, l'Italie, l'Espagne, la Norvège et les Pays-Bas[réf. souhaitée]. 
Les ventes mondiales de la Lexus CT 200h ont atteint 122 000 unités jusqu'en novembre 2012, ce qui fait de la Lexus CT, la deuxième hybride la plus vendue du constructeur japonais après la Lexus RX 400h et RX 450h, ce qui représente une part de 24,1 % des 506 000 hybrides Lexus vendus sur la même période[réf. souhaitée].

380 000 CT ont été produites en date de mars 2022,.